# 葉重華
葉重華（？—17世紀），字德玄，號白嶽，南直隸蘇州府崑山縣人，明朝、南明政治人物。

## 生平
葉重華是葉國華之弟，萬曆四十六年（1618年）戊午科應天鄉試舉人，崇禎元年（1628年）戊辰科進士。授工部主事，陞禮部員外郎，出為浙江布政使司參議，改河南布政使司參議、兵備睢陳，陞山東按察司副使、兵備濟寧。張文宇作亂，城內人民懷疑有士紳和盜寇往來，因此他開誠布公，結交士紳，表明嚴厲執行保甲法，同時向巡撫請求兵力，最終亂事平定。遇上荒年，他請求張國維發放一萬金買麥賑災，救活十多萬人；李青山搶劫漕船令山東震驚，他也和張國維一同討伐，斬殺千多人，陞廣東布政使司參政、兵備惠潮。
崇禎十七年（1644年）正月，姜世英攻打饒平；二月，鄭芋匏攻打海陽；三月，葉祝老入侵海陽縣界，被施天福抓獲，梁良繞道平和入縣。到五月時，胡尾老計劃攻入海陽；六月，程鄉人黃元在海陽水南龜潭搶掠；葉重華會合兩省兵馬，於七月搗破賊巢擒拿姜世英；姜世英賄賂權貴，幾乎讓其用降人例授予官職。他在深夜上書衙門，翌晨引姜世英與其黨羽姜大頭入府斬；十月，鄉總許元會拒守林尾被殺，升廣西按察使，但未成行改任太常寺少卿。南京失陷，他回鄉直到去世。

## 引用
1. 1 2  錢海岳《南明史·卷三十二·列傳第八》：葉重華，字德玄，崑山人。國華弟，崇禎元年進士。授工部主事，遷禮部員外郎，出為浙江參議，改睢陳，轉濟寧副使。張文宇亂，合城鼎沸，疑紳士通寇。重華開誠布公，結紳士，申嚴保甲，請兵巡撫，一鼓定之。歲旱大飢，請張國維發萬金市麥以振，活十餘萬人。李青山劫漕舟，山左震動，與國維討之，斬千餘級，陞惠潮參政。
2. ↑  《蘇州府志·卷十二·選舉三》：萬曆四十六年戊午科（舉人） 解元盛文琳……葉重華 府學，見進士
3. ↑  錢海岳《南明史·卷三十二·列傳第八》：十七年正月，姜世英攻饒平。二月，鄭芋匏攻海陽。三月，葉祝老入海陽界，為施天福所禽，梁良繇平和入。五月，胡尾老謀攻海陽。六月，程鄉黃元劫海陽水南龜潭。重華會二省兵，於七月平世英巢執之。世英賄權要，幾以降人例得官。不可，中夜上書制府，詰旦引入，與其黨姜大頭斬之。十月，鄉總許元會拒林尾死。擢廣西按察使，未行，召太嘗少卿。南京亡，皆歸里卒。